# X Ambassadors
X Ambassadors (также стилизуется как XA) — американская рок-группа из Итаки, Нью-Йорк. В настоящее время состоит из ведущего вокалиста Сэма Харриса, клавишника Кейси Харриса, ведущего гитариста Ноя Фелдшоха и барабанщика Адама Левина. Самые известные песни «Jungle», «Renegades» и «Unsteady».

## История

### 2009—2012:Ambassadors EPиLitost
Изначально название группы было просто Ambassadors. Они гастролировали с Лайтс. За это время выпустили свой дебютный мини-альбом Ambassadors, создали клип для сингла «Tropisms». А через некоторое время выпустили дебютный альбом Litost. Он включал в себя одноимённую песню «Litost», которая потом была использована как саундтрек к фильму «Гостья». В 2012 году группа подписала контракт на публикацию музыки с издательством SONGS Music Publishing.
X Ambassadors были замечены Imagine Dragons, когда фронтмен группы Дэн Рейнольдс услышал акустическую версию «Unconsolable» на 96X WROX-FM.

### 2013—2014:Love Songs Drug Songs EPиThe Reason EP
В 2013 году группа выпустила мини-альбом Love Songs Drug Songs. В него входил трек «Stranger», написанный Дэном Рейнольдсом. Для продвижения альбома группа гастролировала как поддержка вместе с Imagine Dragons. В 2014 году был выпущен второй мини-альбом The Reason. После чего X Ambassadors поддерживали Panic! At the Disco в турах.

### 2015—2016:VHSи сотрудничество с The Knocks
30 июня 2015 года был выпущен студийный дебютный VHS. Он содержит 20 треков. Во время записи группа сотрудничала с Jamie N Commons и Imagine Dragons.
X Ambassadors сотрудничали с The Knocks, записав совместную работу «Comfortable», которая изначально была создана ещё в 2013 году в рамках альбома 55, выпущенного в марте 2016. Позже, в октябре 2016 года, они записали новую песню «Heat».

## Музыкальный стиль и влияние
В интервью X Ambassadors называли себя рок-группой, с некоторыми характеристиками инди. Они ссылались на Incubus, Red Hot Chili Peppers и Майкла Болтона как на героев. Именно эти исполнители оказали влияние на творчество X Ambassadors.

## Участники группы
Текущий состав
- Сэм Харрис — ведущий вокал, гитара, саксофон, перкуссия (2009-н.в)
- Кейси Харрис — пианино, клавишные, бэк-вокал (2009-н.в)
- Ной Фелдшох — ведущая гитара, бэк-вокал (2009-н.в)
- Адам Левин — барабаны, перкуссия (2009-н.в)

Сэм и Кейси Харрис братья, ещё с детского сада они подружились с Ноем Фелдшохом. С Адамом Сэм познакомился в школе в 2006 году.
Кейси с рождения является слепым.

## Дискография

### Студийные альбомы
| Название                                                                    | Детали | Пиковая позиция в чарте | Пиковая позиция в чарте | Пиковая позиция в чарте | Пиковая позиция в чарте | Пиковая позиция в чарте | Сертификации                       |
| Название                                                                    | Детали | US                      | CAN                     | FRA                     | GER                     | UK                      | Сертификации                       |
| --------------------------------------------------------------------------- | --- | ----------------------- | ----------------------- | ----------------------- | ----------------------- | ----------------------- | ---------------------------------- |
| Litost                                                                      | - Релиз: 7 февраля 2012 - Лейбл: Ambassadors - Форматы: Загрузка, CD                                                   | —                       | —                       | —                       | —                       | —                       |                                    |
| VHS                                                                         | - Релиз: 30 июня 2015 - Лейблы: KIDinaKORNER, Geffen Records, Interscope Records - Форматы: Загрузка, CD, vinyl record | 7                       | 2                       | 85                      | 56                      | 41                      | - RIAA: Platinum - MC: 2× Platinum |
| «—» означает, что альбом не попал в чарт или не издавался в данном регионе. | |                         |                         |                         |                         |                         |                                    |

### Мини-альбомы
| Название                                                                    | Детали | Пиковая позиция в чарте |
| Название                                                                    | Детали | US Heat                 |
| --------------------------------------------------------------------------- | --- | ----------------------- |
| Ambassadors                                                                 | - Релиз: 2009 - Лейбл: Ambassadors - Форматы: Загрузка, CD                                                                           | —                       |
| Love Songs Drug Songs                                                       | - Релиз: 7 мая 2013 - Лейблы: KIDinaKORNER, Geffen Records, Interscope Records - Форматы: Загрузка, CD                               | 11                      |
| The Reason                                                                  | - Релиз: 22 апреля 2014 (перевыпущен 9 июня 2014) - Лейблы: KIDinaKORNER, Geffen Records, Interscope Records - Форматы: Загрузка, CD | 7                       |
| «—» означает, что альбом не попал в чарт или не издавался в данном регионе. | |                         |

### Синглы

#### Как ведущий артист
| Название                                                                    | Год  | Пиковая позиция в чарте | Пиковая позиция в чарте | Пиковая позиция в чарте | Пиковая позиция в чарте | Пиковая позиция в чарте | Пиковая позиция в чарте | Пиковая позиция в чарте | Пиковая позиция в чарте | Пиковая позиция в чарте | Пиковая позиция в чарте | Сертификации | Альбом                |
| Название                                                                    | Год  | US                      | AUS                     | AUT                     | CAN                     | FRA                     | GER                     | IRE                     | ITA                     | NL                      | UK                      | Сертификации | Альбом                |
| --------------------------------------------------------------------------- | ---- | ----------------------- | ----------------------- | ----------------------- | ----------------------- | ----------------------- | ----------------------- | ----------------------- | ----------------------- | ----------------------- | ----------------------- | --- | --------------------- |
| «Tropisms»                                                                  | 2009 | —                       | —                       | —                       | —                       | —                       | —                       | —                       | —                       | —                       | —                       | | Не альбомный сингл    |
| «Unconsolable»                                                              | 2012 | —                       | —                       | —                       | —                       | —                       | —                       | —                       | —                       | —                       | —                       | | Не альбомный сингл    |
| «Unconsolable» (Новая версия)                                               | 2013 | —                       | —                       | —                       | —                       | —                       | —                       | —                       | —                       | —                       | —                       | | Love Songs Drug Songs |
| «Jungle» (с Jamie N Commons ft. Jay-Z)                                      | 2014 | 87                      | —                       | —                       | 63                      | 55                      | 44                      | 62                      | —                       | 85                      | 18                      | - RIAA: золотой | VHS                   |
| «Renegades»                                                                 | 2015 | 17                      | 43                      | 25                      | 6                       | 10                      | 10                      | 65                      | 4                       | 32                      | 38                      | - RIAA: платиновый - ARIA: золотой - BPI: серебряный - BVMI: золотой - FIMI: 3× платиновый - MC: 4× платиновый - SNEP: золотой | VHS                   |
| «American Oxygen»                                                           | —    | —                       | —                       | —                       | —                       | —                       | —                       | —                       | —                       | —                       | —                       | | Не альбомный сингл    |
| «Fear» (ft. Imagine Dragons)                                                | —    | —                       | —                       | —                       | —                       | —                       | —                       | —                       | —                       | —                       | —                       | | VHS                   |
| «Unsteady»                                                                  | 20   | 94                      | —                       | 61                      | —                       | —                       | —                       | —                       | —                       | —                       | —                       | - RIAA: 5× платиновый - MC: 5× платиновый                                                                                      | VHS                   |
| «Collider» (с Томом Морелло)                                                | 2016 | —                       | —                       | —                       | —                       | —                       | —                       | —                       | —                       | —                       | —                       | | VHS 2.0               |
| «Hoping»                                                                    | 2017 | —                       | —                       | —                       | —                       | —                       | —                       | —                       | —                       | —                       | —                       | | TBA                   |
| «Torches»                                                                   | 2017 | —                       | —                       | —                       | —                       | —                       | —                       | —                       | —                       | —                       | —                       | | TBA                   |
| «The Devil You Know»                                                        | 2017 | —                       | —                       | —                       | —                       | —                       | —                       | —                       | —                       | —                       | —                       | | TBA                   |
| «Ahead of Myself»                                                           | 2017 | —                       | —                       | —                       | —                       | —                       | —                       | —                       | —                       | —                       | —                       | | TBA                   |
| «—» означает, что альбом не попал в чарт или не издавался в данном регионе. |      |                         |                         |                         |                         |                         |                         |                         |                         |                         |                         | |                       |

#### Совместные работы
| Название                                                                                             | Год  | Пиковая позиция в чарте | Пиковая позиция в чарте | Пиковая позиция в чарте | Пиковая позиция в чарте | Пиковая позиция в чарте | Пиковая позиция в чарте | Пиковая позиция в чарте | Пиковая позиция в чарте | Пиковая позиция в чарте | Пиковая позиция в чарте | Сертификации                                                                                                  | Альбом                   |
| Название                                                                                             | Год  | US                      | AUS                     | AUT                     | CAN                     | FRA                     | GER                     | IRE                     | ITA                     | NL                      | UK                      | Сертификации                                                                                                  | Альбом                   |
| --- | ---- | ----------------------- | ----------------------- | ----------------------- | ----------------------- | ----------------------- | ----------------------- | ----------------------- | ----------------------- | ----------------------- | ----------------------- | --- | ------------------------ |
| «Comfortable» (The Knocks feat. X Ambassadors)                                                       | 2013 | —                       | —                       | —                       | —                       | —                       | —                       | —                       | —                       | —                       | —                       | | 55                       |
| «Sucker for Pain» (Лил Уэйн, Уиз Халифа, Imagine Dragons, Logic и Ty Dolla Sign feat. X Ambassadors) | 2016 | 15                      | 7                       | 6                       | 19                      | 18                      | 8                       | 18                      | 19                      | 18                      | 11                      | - RIAA: 2× платиновый - ARIA: платиновый - BPI: золотой - BVMI: золотой - FIMI: платиновый - SNEP: платиновый | Suicide Squad: The Album |
| «Heat» (The Knocks feat. Сэм Харрис)                                                                 | 2016 | —                       | —                       | —                       | —                       | —                       | —                       | —                       | —                       | —                       | —                       | | Testify                  |
| «—» означает, что альбом не попал в чарт или не издавался в данном регионе.                          |      |                         |                         |                         |                         |                         |                         |                         |                         |                         |                         | |                          |

#### Как гость
| Год  | Название                                          | Альбом                    |
| ---- | ------------------------------------------------- | ------------------------- |
| 2013 | «Love of a Life» (Keljet feat. X Ambassadors)     | Не альбомный сингл        |
| 2013 | «Wicked Ways» (Эминем feat. X Ambassadors)        | The Marshall Mathers LP 2 |
| 2014 | «Comfortable» (The Knocks feat. X Ambassadors)    | So Classic                |
| 2015 | «Transmission» (Zedd feat. Logic и X Ambassadors) | True Colors               |
| 2015 | «Cannonball» (Скайлар Грей feat. X Ambassadors)   | Не альбомный сингл        |
| 2017 | «Bad Husband» (Eminem feat. X Ambassadors)        | Revival                   |

## Награды и номинации
| Год  | Организация                     | Категория                           | Номинированная работа | Результат | Прим.  |
| ---- | ------------------------------- | ----------------------------------- | --------------------- | --------- | ------ |
| 2015 | Teen Choice Awards              | Лучшая рок-композиция               | «Renegades»           | Номинация | [ 42 ] |
| 2016 | Hollywood Music in Media Awards | Лучший саундтрек                    | «Sucker for Pain»     | Номинация | [ 43 ] |
| 2016 | iHeartRadio Music Awards        | Артист года (альтернативный рок)    | X Ambassadors         | Номинация | [ 44 ] |
| 2016 | iHeartRadio Music Awards        | Песня года (альтернативный рок)     | «Renegades»           | Номинация | [ 44 ] |
| 2016 | Billboard Music Awards          | Лучшая рок-группа                   | X Ambassadors         | Номинация | [ 45 ] |
| 2016 | Billboard Music Awards          | Лучшая рок-композиция               | «Renegades»           | Номинация | [ 45 ] |
| 2016 | American Music Awards           | Любимый артист (альтернативный рок) | X Ambassadors         | Номинация | [ 46 ] |
| 2017 | Billboard Music Awards          | Лучшая рок-группа                   | X Ambassadors         | Номинация | [ 47 ] |
| 2017 | Billboard Music Awards          | Лучшая рок-композиция               | «Sucker for Pain»     | Номинация | [ 47 ] |
| 2017 | Billboard Music Awards          | Лучшая рок-композиция               | «Unsteady»            | Номинация | [ 47 ] |
| 2017 | Teen Choice Awards              | Лучшая рок-группа                   | X Ambassadors         | Номинация | [ 48 ] |